# Miklós Szabó (Langstreckenläufer)
Miklós Szabó (* 22. Dezember 1928 in Kecskemét; † 29. Juni 2022) war ein ungarischer Leichtathlet.

## Leben
Miklós Szabó war bereits 22 Jahre alt, als er mit der Leichtathletik begann. 1953 bestritt er seinen ersten Wettkampf für die ungarische Nationalmannschaft. 1955 siegte er über 5000 Meter bei der Leichtathletikveranstaltung im Osloer Bislett-Stadion. Bei den Olympischen Spielen 1956 in Melbourne wurde er im Wettkampf über 5000 Meter Vierter und siegte 1957 bei den Weltfestspielen der Jugend und Studenten. 1958 wurde er Zehnter bei den Europameisterschaften in Stockholm, und 1960 schied er bei den Olympischen Spielen in Rom im Vorlauf aus.
Bei den Europameisterschaften 1962 in Belgrad kam er über 10.000 Meter auf den 22. Platz. Je zweimal wurde er Ungarischer Meister über 10.000 Meter (1957, 1961) und im Crosslauf auf der Langstrecke (1960, 1961) und je einmal über 5000 Meter (1956) und im Crosslauf auf der Kurzstrecke (1957).
Miklós Szabó starb am 29. Juni 2022 im Alter von 93 Jahren.

## Persönliche Bestzeiten
- 5000 m: 13:51,8 min, 4. August 1957, Moskau
- 10.000 m: 29:15,8 min, 7. August 1961, London